# ジョニー・ダンフリーズ
第7代ビュート侯爵ジョン・コラム・クライトン＝ステュアート（John Colum Crichton-Stuart, 7th Marquess of Bute, 1958年4月26日 - 2021年3月21日）は、イギリスの貴族、元レーシングドライバー。1984年イギリスF3チャンピオン、1988年ル・マン24時間レース優勝者。
1993年に爵位を継承するまでダンフリーズ伯爵の儀礼称号で称されていたため、ジョニー・ダンフリーズ（Johnny Dumfries）とも呼ばれる。

## 経歴

### 生い立ち
イギリスの貴族の第6代ビュート侯爵ジョン・クライトン＝ステュアートとその妻ベアトリス（旧姓ウィルド＝フォレスター）の間の長男として生まれる。ビュート侯爵ステュアート家はステュアート朝の最初のスコットランド王ロバート2世の私生児ジョン・ステュアート (John Stewart) を祖とするスコットランド貴族の家系であり、先祖の当主の一人に18世紀中期に英国首相を務めた第3代ビュート伯爵ジョン・ステュアートがいる。

### レース活動開始
高等教育よりもモーターレーシングの世界に興味を持ち、1980年に100ccカートでキャリアをスタートさせ、1981年からはフォーミュラ・フォードに参戦。同カテゴリーでは1982年まで2年間参戦した。
1983年にイギリスF3にステップアップし、最高3位を記録。2年目の1984年には10勝を挙げシリーズ・チャンピオンを獲得した。また同年にはヨーロッパF3にも参戦し4勝を挙げ、チャンピオンとなったイヴァン・カペリに次ぐランキング2位となっている。なおダンフリーズに次ぐランキング3位はゲルハルト・ベルガーであった。
F3での活躍によりF1チームからも注目され始め、1985年にスクーデリア・フェラーリからオファーがあり156/85をフィオラノでテストしている。一方で参戦カテゴリーはF3から国際F3000選手権にステップアップし、全11戦中6戦のスポット参戦となったが第4戦ヴァレルンガで6位入賞を記録している。

### フォーミュラ1
1986年、ロータスの監督ピーター・ウォーはアイルトン・セナとデレック・ワーウィックのラインナップでF1に参戦する計画であったが、セナが「トップドライバーが2人いると、チーム力が分散する」とワーウィック加入を拒否。このためウォー監督は急遽、F1ではルーキーとなるがF3チャンピオンであることからスーパーライセンスの確実な発給が見込めたダンフリーズに白羽の矢を立て、名門ロータス加入が決定した。セナは1983年のイギリスF3チャンピオンであり、1983年・1984年のチャンプ同士が組むこととなった。
しかしダンフリーズは全16戦中、予選ではベストグリッド8位、決勝でも入賞2回（最高位5位）に終わり、ランキングは13位。予選で8回のポールポジション、決勝で2勝を記録し、チャンピオン争いの末ランキング4位となったセナと比較すると見劣りする結果となった。特に予選の平均タイムではセナに3秒以上の遅れを取っていた。
元々エースであるセナのトップ争いに悪影響が出ないよう起用されたという経緯もあり、支給されるパーツやチーム内での立場において全てはセナを中心に動いており、ダンフリーズはぞんざいな扱いを受けていた。しかしその点を考慮してもこの成績はチームを納得させるに至らなかった。またロータスは翌年よりホンダからエンジン供給を受けることになり、それに伴いまだ86シーズンの中盤である同年8月5日の段階で中嶋悟の来季ロータス加入が発表され、ダンフリーズは1シーズンのみでロータスのシートを失う。これ以後F1の実戦に出る機会は訪れなかったが、1988年よりベネトンF1チームのピーター・コリンズ監督からテストドライバーの依頼を受け、3シーズン担当した。役割は主にアクティブサスペンションの開発を任されてのものだった。

### スポーツプロトタイプカー (グループC)
1987年は世界スポーツプロトタイプカー選手権（以下：WSPC）にジャガーで参戦、スパ1000kmで総合優勝を記録した。ル・マン24時間レースではザウバーから参戦、最終的にはリタイヤに終わったものの、ファステストラップを記録している。
1988年も引き続きWSPCに参戦。ル・マン24時間レースでは、ジャガーからヤン・ラマース、アンディ・ウォレスとのトリオで参戦、総合優勝を果たした。またデイトナ24時間レースでも、エディ・チーバー、ジョン・ワトソンと共に参戦し2位の成績を収めている。
1989年は、トムス-トヨタよりWSPC、ル・マン24時間レースに参戦。翌1990年も同様にトヨタから参戦、ル・マン24時間レースの際には、チームメイトに鈴木亜久里がいた。
1991年はトムスを離れ、クラージュ・コンペティションからル・マン24時間レースに参戦。この年もリタイヤに終わり、優勝した1988年以外は全てリタイヤという結果となった。1992年にレーサーを引退。1993年に父が死去し、第7代ビュート侯爵位を継承。日本円にして総資産1,800億円とされる一族の財産を引き継ぎ、スコットランド・ビュート島のマウント・ステュアート・ハウスやカムナックのダンフリーズ・ハウスを住居とする。
2021年3月、家族から死去が公表された。

## 栄典

### 爵位/準男爵位
1993年7月22日に父ジョン・クライトン＝ステュアートの死去により以下の爵位を継承した。
- 第7代ビュート侯爵(7th Marquess of Bute)
(1796年2月21日の勅許状によるグレートブリテン貴族爵位)
- 第12代ダンフリーズ伯爵（英語版）(12th Earl of Dumfries)
(1633年6月12日の勅許状によるスコットランド貴族爵位)
- 第10代ビュート伯爵(10th Earl of Bute)
(1703年4月14日の勅許状によるスコットランド貴族爵位)
- 第7代ウィンザー伯爵(7th Earl of Windsor)
(1796年2月21日の勅許状によるグレートブリテン貴族爵位)
- 第12代エアー子爵(12th Viscount of Ayr)
(1622年2月2日の勅許状によるスコットランド貴族爵位)
- 第10代キンガース子爵(10th Viscount Kingarth)
(1703年4月14日の勅許状によるスコットランド貴族爵位)
- 第7代ワイト島のマウントジョイ子爵(7th Viscount Mountjoy, of the Isle of Wight)
(1796年2月21日の勅許状によるグレートブリテン貴族爵位)
- 第20代サンカーのクライトン卿(20th Lord Crichton of Sanquhar)
(1488年1月29日の勅許状によるスコットランド貴族爵位)
- 第12代サンカー卿(12th Lord Sanquhar)
(1622年2月2日の勅許状によるスコットランド貴族爵位)
- 第12代サンカー及びカムナックのクライトン卿(12th Lord Crichton of Sanquhar and Cumnock)
(1633年6月12日の勅許状によるスコットランド貴族爵位)
- 第10代カムラーおよびインチマーノックのマウントステュアート卿(10th Lord Mount Stuart, Cumra and Inchmarnock)
(1703年4月14日の勅許状によるスコットランド貴族爵位)
- 第8代ヨーク州ウォートレイのマウント・ステュアート男爵(8th Baron Mount Stuart , of Wortley in the County of York)
(1761年4月3日の勅許状による創設グレートブリテン貴族爵位)
- 第7代カーディフ城のカーディフ男爵(7th Baron Cardiff, of Cardiff Castle)
(1776年5月20日の勅許状によるグレートブリテン貴族爵位)
- 第12代(ビュートの)準男爵(12th Baronet, of Bute)
(1627年3月28日の勅許状によるノバスコシア準男爵位)

## 子女
1984年にキャロリン・ワデル（Carolyn Waddell)と結婚し、彼女との間に以下の3子を儲けた。
- 第1子(長女)キャロライン・クライトン＝ステュアート嬢(Lady Caroline Crichton-Stuart, 1984年生)
- 第2子(次女)キャサリン・クライトン＝ステュアート嬢(Lady Cathleen Crichton-Stuart, 1986年生)
- 第3子(長男)ジョン・ブライソン・クライトン＝ステュアート(John Bryson Crichton-Stuart, Lord Mount Stuart, 1989年12月21日生) - 第8代ビュート侯爵。

キャロリンと1993年に離婚。1999年にセリナ・ウェンデル(Serena Wendell)と再婚。彼女との間に以下の1子を儲けた。
- 第4子(三女)ローラ・アフリカ・クライトン＝ステュアート嬢(Lady Lola Affrica Crichton-Stuart, 1999年生)

## 補足
引退後、世界の富豪を紹介するテレビ番組内でダンフリーズが紹介されたことがある。この際、城の内部やプール、読書などの様子が流れた。僅かではあるが、レーサーだったことにも触れられ「レースをしていた頃は毎日が刺激だったが、今は退屈でうんざりする」との発言もあった。
この内容は、日本でも『世界まる見え!テレビ特捜部』を通じて紹介された。

## レース戦績

### イギリス・フォーミュラ3選手権
| 年     | チーム           | シャシ      | エンジン | タイヤ | クラス | 1     | 2     | 3       | 4     | 5     | 6     | 7       | 8       | 9       | 10       | 11  | 12      | 13    | 14  | 15      | 16    | 17    | 18  | 19     | 20  | 順位 | ポイント | 参照  |
| ------ | ---------------- | ----------- | -------- | ------ | ------ | ----- | ----- | ------- | ----- | ----- | ----- | ------- | ------- | ------- | -------- | --- | ------- | ----- | --- | ------- | ----- | ----- | --- | ------ | --- | ---- | -------- | ----- |
| 1983年 | アソシエイテッド | ラルト・RT3 | VW       | A      | A      | SIL 6 | THR 5 | SIL Ret | DON 8 | THR 7 | SIL 5 | THR Ret | BRH Ret | SIL Ret | SIL* Ret | CAD | SNE DNS | SIL 5 | DON | OUL Ret | SIL 6 | OUL   | THR | SIL 16 | THR | 11位 | 8        | [ 8 ] |
| 1984年 | DPR              | ラルト・RT3 | VW       | A      | A      | SIL 1 | THR 1 | SIL 1   | ZOL 2 | THR 1 | THR 1 | DON 1   | SIL 4   | SNE 1   | DON 9    | OUL | SIL 1   | SPA 7 | ZAN | BRH Ret | THR 1 | SIL 1 |     |        |     | 1位  | 106      | [ 9 ] |

- 太字はポールポジション、斜字はファステストラップ。(key)
- * : ヨーロッパF3選手権との合同レース

### ヨーロッパ・フォーミュラ3選手権
| 年     | チーム                             | シャシ     | エンジン | 1     | 2     | 3   | 4     | 5   | 6     | 7     | 8       | 9   | 10    | 11      | 12    | 13    | 順位 | ポイント |
| ------ | ---------------------------------- | ---------- | -------- | ----- | ----- | --- | ----- | --- | ----- | ----- | ------- | --- | ----- | ------- | ----- | ----- | ---- | -------- |
| 1984年 | デビッド・プライス・レーシング     | ラルト RT3 | VW       | DON 1 | ZOL 2 | MAG | LAC 2 | ÖST | SIL 1 |       |         |     |       |         |       |       | 2位  | 54       |
| 1984年 | フォルクスワーゲン・モータスポーツ | ラルト RT3 | VW       |       |       |     |       |     |       | NÜR 1 | MNZ Ret | PER | MUG 4 | KNU Ret | NOG 4 | JAR 1 | 2位  | 54       |

- 太字はポールポジション、斜字はファステストラップ。(key)

### 国際F3000選手権
| 年     | チーム                                 | シャシ          | エンジン       | タイヤ | 1       | 2     | 3       | 4     | 5     | 6   | 7       | 8      | 9   | 10      | 11     | 12  | 順位 | ポイント |
| ------ | -------------------------------------- | --------------- | -------------- | ------ | ------- | ----- | ------- | ----- | ----- | --- | ------- | ------ | --- | ------- | ------ | --- | ---- | -------- |
| 1985年 | オニクス・レーシング                   | マーチ・85B     | コスワース DFV | A      | SIL Ret | THR 7 | EST Ret | NÜR C | VLL 6 | PAU |         |        |     |         |        |     | 16位 | 1        |
| 1985年 | ローラ・モータースポーツ               | ローラ・T950    | コスワース DFV | A      |         |       |         |       |       |     | SPA Ret | DIJ 10 | PER | ÖST     | ZAN    | DON | 16位 | 1        |
| 1988年 | ゲイリー・エヴァンス・モータースポーツ | レイナード・88D | コスワース DFV | A      | JER     | VLL   | PAU     | SIL   | MNZ   | PER | BRH     | BIR    | BUG | ZOL Ret | DIJ 13 |     | NC   | 0        |

### F1
| 年     | 所属チーム | シャシー | タイヤ | 1     | 2       | 3       | 4       | 5       | 6       | 7     | 8       | 9     | 10      | 11    | 12      | 13      | 14    | 15      | 16    | WDC  | ポイント |
| ------ | ---------- | -------- | ------ | ----- | ------- | ------- | ------- | ------- | ------- | ----- | ------- | ----- | ------- | ----- | ------- | ------- | ----- | ------- | ----- | ---- | -------- |
| 1986年 | ロータス   | 98T      | G      | BRA 9 | ESP Ret | SMR Ret | MON DNQ | BEL Ret | CAN Ret | DET 7 | FRA Ret | GBR 7 | GER Ret | HUN 5 | AUT Ret | ITA Ret | POR 9 | MEX Ret | AUS 6 | 13位 | 3        |

- 太字はポールポジション、斜字はファステストラップ。(key)

### ル・マン24時間レース
| 年     | クラス | No. | タイヤ | 使用車両                                                   | チーム                                                    | コ・ドライバー                                | 周回 | 順位 | クラス順位 |
| ------ | ------ | --- | ------ | ---------------------------------------------------------- | --------------------------------------------------------- | --------------------------------------------- | ---- | ---- | ---------- |
| 1987年 | C1     | 62  | M      | ザウバー・C9 メルセデス・ベンツ M117 5.0L V8ターボ         | クーロス・レーシング                                      | チップ・ガナッシ マイク・サックウェル         | 37   | DNF  | DNF        |
| 1988年 | C1     | 2   | D      | ジャガー・XJR-9LM ジャガー・7.0L V12                       | シルクカット・ジャガー トム・ウォーキンショー・レーシング | ヤン・ラマース アンディ・ウォレス             | 394  | 1位  | 1位        |
| 1989年 | C1     | 37  | B      | トヨタ・89C-V トヨタ・R32V 3.2L V8ターボ                   | トヨタ・チーム・トムス                                    | ジェフ・リース ジョン・ワトソン               | 58   | DNF  | DNF        |
| 1990年 | C1     | 37  | B      | トヨタ・90C-V トヨタ・R32V 3.2L V8ターボ                   | トヨタ・チーム・トムス                                    | 鈴木亜久里 ロベルト・ラヴァーリア             | 64   | DNF  | DNF        |
| 1991年 | C2     | 13  | G      | クーガー・C26S ポルシェ・Type-935 3.0L 水平対向6気筒ターボ | クラージュ・コンペティション                              | アンデルス・オロフソン トーマス・ダニエルソン | 45   | DNF  | DNF        |

### 全日本スポーツプロトタイプカー耐久選手権
| 年     | 所属チーム             | コ.ドライバー                     | 使用車両       | クラス | 1   | 2   | 3   | 4       | 5   | 6       | 順位 | ポイント |
| ------ | ---------------------- | --------------------------------- | -------------- | ------ | --- | --- | --- | ------- | --- | ------- | ---- | -------- |
| 1988年 | シルクカット・ジャガー | ヤン・ラマース マーク・ブランデル | ジャガー・XJR9 | C1     | FSW | SUZ | FSW | FSW     | SUZ | FSW Ret | NC   | 0        |
| 1989年 | DENSO トヨタ・トムス   | パオロ・バリッラ                  | トヨタ・89C-V  | C1     | FSW | FSW | FSW | SUZ Ret | FSW |         | NC   | 0        |